# Оливер Старк
Оливер Леон Џоунс (енгл. Oliver Leon Jones; Лондон, 27. јун 1991) професионално познат као Оливер Старк (енгл. Oliver Stark) британски је глумац. Познат је по улози Евана Баклија Бака у серији 911 (2018—2023).

## Биографија
Рођен је 27. јуна 1991. године у Лондону, као млађи од двојице браће. Од 2002. до 2009. је похађао школу „Hendon” у Лондону. Након што се придружио глумачком синдикату у Великој Британији, регистровао се под именом „Оливер Старк” јер је име „Оливер Џоунс” било заузето. Одлучио је да користи девојачко презиме своје покојне баке, „Старк”, као своје уметничко презиме.
Професионалну глумачку каријеру започео је 2011. године када је добио улогу у кратком филму Дејвида Александера „Follow”. Затим су уследиле гостујуће улоге у британским серијама Casualty и Лутер. Године 2015. играо је Рајдера у AMC-овој серији Into the Badlands. Од 2018. године Старк игра главну улогу у Fox-овој серији 911 — ватрогасца Евана Баклија Бака.
Старк је веган, феминиста и изразио је подршку покрету Black Lives Matter. Од 2021. године ради са добротворном организацијом која ватрогасним станицама обезбеђује опрему за вежбање како би помогла ватрогасцима да остану у форми.

## Филмографија

### Филм
| Улоге Оливера Старка |                                        |               |            |          |
| Година               | Српски назив                           | Изворни назив | Улога      | Напомена |
| 2012.                |                                        |               | Пак Лидер  |          |
| 2013.                | Авантуриста: Проклетство Мидине кутије |               | Глоки      |          |
| 2014.                |                                        |               | Кал        |          |
| 2015.                |                                        |               | Алфи Фишер |          |
| 2016.                | Подземни свет: Крвави ратови           |               | Грегор     |          |
| 2017.                |                                        |               | Дилан      |          |

### Телевизија
| Улоге Оливера Старка |              |               |                |                             |
| Година               | Српски назив | Изворни назив | Улога          | Напомена                    |
| 2011.                |              |               | Кајл Динејн    | епизода „Natural Selection” |
| 2013.                | Лутер        |               | Шон Батлер     | 1 епизода                   |
| 2013.                |              |               | лош тинејџер   | 1 епизода                   |
| 2013.                | Дракула      |               | Пи Си Баракло  | епизода „Come to Die”       |
| 2015.                |              |               | Стивен Џоунс   | 1 епизода                   |
| 2015—2017.           |              |               | Рајдер         | 16 епизода                  |
| 2018—2023.           | 911          |               | Еван Бакли Бак | главна улога (90 епизода)   |
| 2021.                |              |               | Еван Бакли Бак | гостујућ улога (1 епизода)  |